# 이시카리시
이시카리시(일본어: 石狩市, 아이누어: Iskarun)는 일본 홋카이도 중앙부의 이시카리 진흥국 관내에 있는 시이다.
원래는 이시카리강(石狩川) 하구의 어촌이었으나 삿포로시 북부와 인접하여 1980년대 이후 위성 도시로 인구가 급증했으며 1996년에 시로 승격했다. 2005년 10월 1일에는 북쪽에 위치한 아쓰타촌(厚田村), 하마마스촌(浜益村)을 편입하여 남북으로 넓은 행정 구역을 갖게 되었다.

## 지리
이시카리 진흥국 관내에서는 유일하게 바다와 접하는 자치체이다. 진흥국 북부의 해안선을 따라서 남북으로 긴 모양이다. 서쪽은 이시카리만과 접하고 이시카리강 하구가 있다. 남쪽은 핫사무강, 바라토강을 사이에 두고 삿포로시와 접하고 동쪽은 똑같이 남북으로 긴 도베쓰정과 접하며 북부는 쇼칸베쓰테우리야기시리 국립공원의 산지로 신토쓰카와정, 마시케정과 접한다. 남부는 해발 10m 이하의 사구와 저지, 이시카리강 하구에서 북부는 이시카리 구릉을 시작으로 하는 구릉지대가 펼쳐져 있다.

### 기후
해양성 기후로 한난의 차이는 적고 쓰시마 해류의 영향도 있어 겨울은 비교적 온난하다. 하지만 열섬 현상의 영향이 비교적 적기 때문에 삿포로시 중심부보다 추워지는 날이 많아 -10℃ 이하까지 떨어지는 날도 드물지 않다. 2001년 1월 19일에는 -23.1℃가 관측되는 등 자주 영하 20도 근처까지 떨어지기도 한다. 북서계절풍이 동해를 넘어 오기 때문에 적설이 많다. 연중 바람이 강하기 때문에 시내에는 많은 방풍림이 설치되어 있다.
| 이시카리시의 기후                                            | 이시카리시의 기후 | 이시카리시의 기후 | 이시카리시의 기후 | 이시카리시의 기후 | 이시카리시의 기후 | 이시카리시의 기후 | 이시카리시의 기후 | 이시카리시의 기후 | 이시카리시의 기후 | 이시카리시의 기후 | 이시카리시의 기후 | 이시카리시의 기후 | 이시카리시의 기후 |
| 월                                                           | 1월               | 2월               | 3월               | 4월               | 5월               | 6월               | 7월               | 8월               | 9월               | 10월              | 11월              | 12월              | 연간              |
| ------------------------------------------------------------ | ----------------- | ----------------- | ----------------- | ----------------- | ----------------- | ----------------- | ----------------- | ----------------- | ----------------- | ----------------- | ----------------- | ----------------- | ----------------- |
| 역대 최고 기온 °C (°F)                                       | 7.8 (46.0)        | 8.0 (46.4)        | 16.3 (61.3)       | 29.8 (85.6)       | 32.6 (90.7)       | 32.4 (90.3)       | 35.4 (95.7)       | 35.3 (95.5)       | 31.2 (88.2)       | 25.0 (77.0)       | 21.8 (71.2)       | 13.5 (56.3)       | 35.4 (95.7)       |
| 일평균 최고 기온 °C (°F)                                     | −1.2 (29.8)       | −0.4 (31.3)       | 3.4 (38.1)        | 10.6 (51.1)       | 16.8 (62.2)       | 20.7 (69.3)       | 24.3 (75.7)       | 25.5 (77.9)       | 22.1 (71.8)       | 15.7 (60.3)       | 8.1 (46.6)        | 1.3 (34.3)        | 12.2 (54.0)       |
| 일일 평균 기온 °C (°F)                                       | −4.6 (23.7)       | −4.2 (24.4)       | −0.3 (31.5)       | 5.8 (42.4)        | 11.4 (52.5)       | 15.6 (60.1)       | 19.6 (67.3)       | 20.9 (69.6)       | 17.2 (63.0)       | 10.8 (51.4)       | 4.2 (39.6)        | −2.0 (28.4)       | 7.9 (46.2)        |
| 일평균 최저 기온 °C (°F)                                     | −9.0 (15.8)       | −8.9 (16.0)       | −4.4 (24.1)       | 1.3 (34.3)        | 6.8 (44.2)        | 11.7 (53.1)       | 16.1 (61.0)       | 17.4 (63.3)       | 12.7 (54.9)       | 6.2 (43.2)        | 0.4 (32.7)        | −5.7 (21.7)       | 3.7 (38.7)        |
| 역대 최저 기온 °C (°F)                                       | −23.1 (−9.6)      | −22.1 (−7.8)      | −17.2 (1.0)       | −10.4 (13.3)      | −3.0 (26.6)       | 2.4 (36.3)        | 7.4 (45.3)        | 8.7 (47.7)        | 3.0 (37.4)        | −1.5 (29.3)       | −10.0 (14.0)      | −19.4 (−2.9)      | −23.1 (−9.6)      |
| 평균 강수량 mm (인치)                                        | 89.1 (3.51)       | 65.2 (2.57)       | 46.3 (1.82)       | 41.0 (1.61)       | 59.7 (2.35)       | 55.2 (2.17)       | 94.9 (3.74)       | 129.4 (5.09)      | 123.7 (4.87)      | 98.6 (3.88)       | 99.5 (3.92)       | 90.1 (3.55)       | 992.7 (39.08)     |
| 평균 강설량 cm (인치)                                        | 201 (79)          | 153 (60)          | 96 (38)           | 11 (4.3)          | 0 (0)             | 0 (0)             | 0 (0)             | 0 (0)             | 0 (0)             | 0 (0)             | 32 (13)           | 157 (62)          | 650 (256.3)       |
| 평균 강우일수                                                | 18.1              | 15.2              | 11.6              | 8.9               | 9.5               | 8.3               | 8.8               | 9.8               | 11.1              | 13.1              | 16.6              | 17.4              | 148.4             |
| 평균 강설일수                                                | 20.4              | 16.7              | 12.0              | 1.8               | 0                 | 0                 | 0                 | 0                 | 0                 | 0                 | 3.8               | 16.7              | 71.4              |
| 평균 월간 일조시간                                           | 66.6              | 81.4              | 145.3             | 178.9             | 194.9             | 169.5             | 163.8             | 173.2             | 167.1             | 142.1             | 87.2              | 65.0              | 1,635             |
| 출처: 일본 기상청 (평년값: 1991년~2020년, 극값: 1990년~현재) |                   |                   |                   |                   |                   |                   |                   |                   |                   |                   |                   |                   |                   |

## 역사
1600년 무렵에 마쓰마에번에 의해 이시카리 장소가 설치된 이래 이시카리는 어업이나 에조(아이누)와의 교역 중심지로 번창했다.
- 1869년 - 홋카이도 11국 86군이 놓여 이시카리국과 이시카리군, 아쓰타군, 하마마스군이 설치되었다.
- 1902년 - 정촌 합병으로 이시카리정, 하나카와촌, 아쓰타촌, 하마마스촌이 성립하였다.
- 1907년
  - 이시카리군 이시카리정이 하나카와촌을 편입하였다.
  - 아쓰타군 아쓰타촌이 모라이촌을 편입하였다.
  - 하마마스군 하마마스촌이 하마마스군 고가네촌을 편입하였다.
- 1996년 - 이시카리정이 시로 승격해 이시카리시가 되었다.
- 2005년 - 이시카리시가 아쓰타군 아쓰타촌, 하마마스군 하마마스촌을 편입하면서 양군은 소멸했다.

## 인구
|                     |          |  |
| 1970년（쇼와45년）  | 20,487명 |  |
| 1975년（쇼와50년）  | 24,646명 |  |
| 1980년（쇼와55년）  | 40,783명 |  |
| 1985년（쇼와60년）  | 48,015명 |  |
| 1990년（헤세2년）   | 53,143명 |  |
| 1995년（헤세7년）   | 57,706명 |  |
| 2000년（헤세12년）  | 59,734명 |  |
| 2005년（헤세17년）  | 60,104명 |  |
| 2010년（헤세22년）  | 59,443명 |  |
| 2015년（헤세27년）  | 57,436명 |  |
| 2020년（레이와2년） | 56,869명 |  |

|colspan="2" style="text-align:right"|일본 총무성 통계국 국세조사
|-

## 교통

### 도로
- 국도 231호선(일본어판)
- 국도 337호선
- 국도 451호선

## 자매 도시
- 캐나다 캠벨리버(1983년 10월 24일)
- 러시아 와니노(1993년 6월 3일)
- 중국 펑저우시(2000년 10월 24일)